# 赵希弁
趙希弁（?—?），字君锡，袁州（今江西宜春）人。南宋宗室。
宋太祖九世孙。曾祖趙子孟，官右从政郎。希弁之祖趙伯荃过继趙師向为後代。希弁早年為江西漕贡進士，勤于治学，曾任秘书省校勘。曾校正晁公武《郡斋读书志》，撰有《读书附志》1卷，收书469种。另有《读史补注》130卷、《资治通鉴纲目考异》59卷、《续资治通鉴补注》946卷、《建炎以来中兴系年要录补注》20卷、《续仰山孚惠庙实录》5卷，皆不傳。